# Erick Mejia
Erick Augusto Mejia (Villa Mella, 9 de novembro de 1994) é um jogador de beisebol dominicano, que joga na posição de defensor.

## Carreira
Mejia compôs o elenco da Seleção Dominicana de Beisebol nos Jogos Olímpicos de Verão de 2020 em Tóquio, onde conquistou a medalha de bronze após derrotar a equipe sul-coreana na disputa pelo pódio.